# Nhà thờ Chúa Thánh Thần ở Žehra
Nhà thờ Chúa Thánh Thần ở Žehra (tiếng Slovakia: Kostol Ducha Svätého v Žehra) là một nhà thờ tọa lạc ở làng Žehra, vùng Košice, Slovakia. Nhà thờ này được xây dựng vào nửa sau thế kỷ 13 theo phong cách kiến trúc Romanesque - Gothic. Bên trong nhà thờ có nhiều bức tranh tường theo kiểu Gothic độc đáo.

## Lịch sử
Vào năm 1245, Bá tước Ján xứ Žehra được cho phép xây dựng một ngôi nhà thờ tôn kính Chúa Thánh Thần ở Žehra. Quá trình xây dựng nhà thờ bị gián đoạn nên mãi đến năm 1275 nhà thờ mới hoàn thành. Trong hai thế kỷ 14 và 15, các bức tường của nhà thờ này trở nên sống động hơn với sự bổ sung nhiều bức bích họa. Từ thế kỷ 17, nội thất của nhà thờ mang phong cách kiến trúc Baroque.
Vào ngày 15 tháng 10 năm 1963, nhà thờ Chúa Thánh Thần ở Žehra được ghi danh vào Danh sách Di tích Trung ương theo quyết định của Bộ Văn hóa Cộng hòa Slovakia. Năm 1985, theo Nghị quyết của Chủ tịch Hội đồng Quốc gia Slovakia, nhà thờ này được công nhận là di tích văn hóa quốc gia. Tám năm sau, nhà thờ được liệt kê vào Danh sách Di sản Thế giới của UNESCO.